# Katfretten
De katfretten (Bassariscus) zijn een geslacht van de roofdieren uit de familie kleine beren (Procyonidae).

## Soorten
- Bassariscus astutus – Noord-Amerikaanse katfret
  - leefgebied: droge gebieden van de USA en Mexico
- Bassariscus sumichrasti – Midden-Amerikaanse katfret
  - leefgebied: bossen van Centraal-Amerika (zuidelijk Mexico tot Panama)